# Toronto Santa Claus Parade

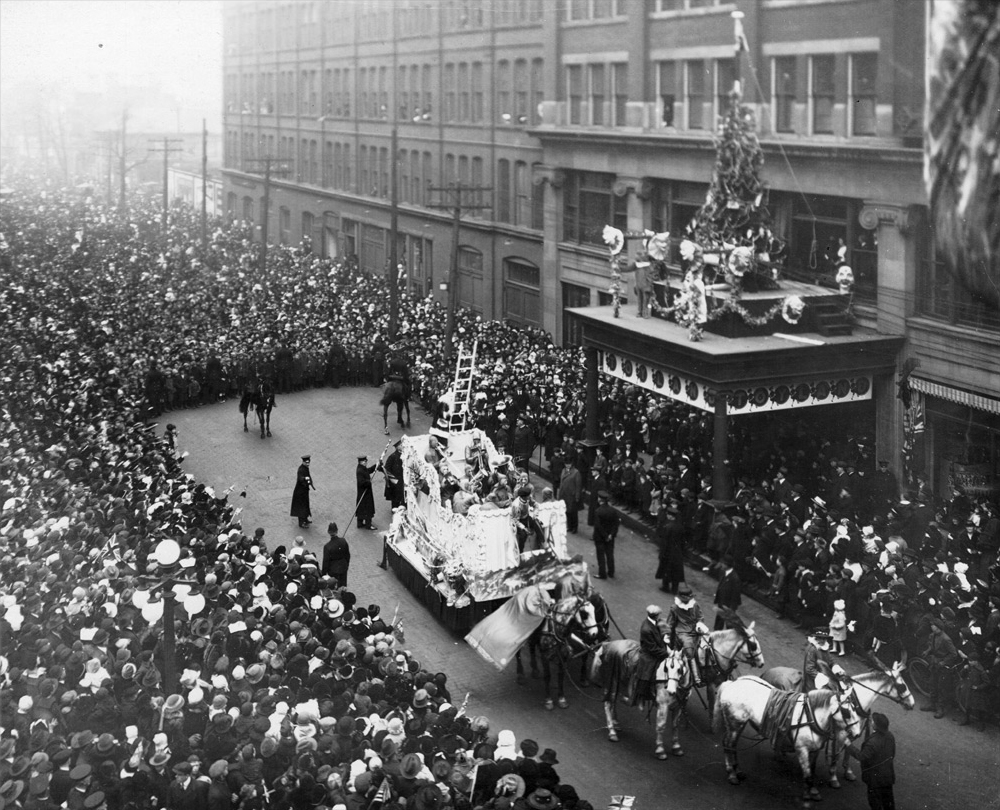
Eaton's Santa Claus Parade, 1918, Toronto, Canada. Santa è pronto con la sua scaletta per arrampicarsi sull'edificio.

Una delle più conosciute parate natalizie è la Toronto Santa Claus Parade, tenuta annualmente vicino alla metà di novembre a Toronto, Ontario, Canada.
La Toronto Santa Claus Parade venne iniziata nel 1905 dal grande magazzino Eaton's, con un carro solo. Ora ha più di 24 carri, 24 bande, e 1700 partecipanti.
È una delle più grandi produzioni nel Nord America, ed è trasmessa in tv, a molti Paesi, principalmente dai network di CanWest Global.